# Гражда
Грáжда — комплекс жилого дома и хозяйственных построек, образующих замкнутый и обычно прямоугольный дворик. Такой тип застройки характерен прежде всего для Гуцульщины.
Гражда, с её различными сооружениями (высокими и низкими, широкими и узкими), напоминает небольшую крепость, проникнуть в которую можно только через ворота и калитку. Возникли по всей видимости из-за необходимости защиты от посторонних людей и диких зверей, сильных ветров и снега.
Постройки бывают нескольких типов. К древнейшему относится гражда, которая сейчас составляет часть экспозиции львовского Музея народной архитектуры и быта «Шевченковский гай». Это прямоугольная в плане гражда, образованная жилым зданием с притвором, клетью и ограждением с крышей. В жилище помещения расположены в следующем порядке: изба-сени-изба. С трёх сторон сооружение опоясывают «притворы», где крыша будто окутывает здание, опускаясь почти до самой земли. В левой притворе — кладовая для одежды и домашних вещей, а в правой — поленница.
Другой тип характерен тем, что в ней основные сооружения — дом и клеть с навесом, создающие Г-образную застройку. Вдоль главного фасада под крышей ограждения сделан навес для орудий труда и дров. С противоположной от калитки стороны двор закрывается высоким забором с крышей и воротами.
Некоторые гражды примечательны ещё и тем, что вход осуществлялся через крыльцо, образованное продолжением крыши дома. Такой способ входа был распространён в граждах, которые строили высоко в горах, чаще всего на гребнях хребтов или подножиях вершин.
На сегодняшний день такие постройки можно встретить в некоторых гуцульских сёлах, а также в музеях под открытым небом: в Киеве, Львове, Ужгороде.
- Фрагмент внутреннего двора гражды Верховинский р-н, с.Криворовня
- Фрагмент интерьера гражды с предметами крестьянского быта